# Luxemburgisch-polnische Beziehungen
Luxemburgisch-polnische Beziehungen sind die außenpolitischen Beziehungen zwischen Luxemburg und Polen. 
Die Dynastie der Luxemburger beerbte am Anfang des 14. Jahrhunderts die Přemysliden in Böhmen, die zugleich Könige im Königreich Polen waren. Daher erhoben sowohl Johann von Luxemburg und sein Sohn Karl von Luxemburg Anspruch auf die polnische Krone. Ihre Ansprüche konnten sie nicht durchsetzen, doch traten ihnen die Piasten Schlesien ab. Kurz nach dem Aussterben der Luxemburger im 15. Jahrhundert übernahmen die polnisch-litauischen Jagiellonen deren Königreiche in Böhmen und Ungarn. Polen begannen im ausgehenden 19. Jahrhundert nach Luxemburg auszuwandern. Nach dem Ersten Weltkrieg erkannte Luxemburg die polnische Unabhängigkeit an und diplomatische Beziehungen wurden 1921 aufgenommen. Viele Ruhrpolen und Polen aus Belgien und Frankreich emigrierten in den 1920er-Jahren nach Luxemburg. Nach dem Zweiten Weltkrieg befanden sich mehrere Tausend Polen als Displaced Persons in Luxemburg. 
Zur polnischen Minderheit in Luxemburg bekennen sich ca. 5000 Personen über den ganzen Staat verteilt, zur luxemburgisch Minderheit in Polen einige Dutzend. 
Polen unterhält eine Botschaft in der Stadt Luxemburg. Luxemburg hat eine Botschaft in Warschau.